# 王所夢
王所夢（1567年—1619年），字坦如，號見洲，河南開封府陈州西华县人，明朝政治人物。

## 生平
万历二十八年（1600年）庚子科河南乡试舉人，三十二年（1604年）甲辰科进士，大理寺觀政，三十三年授完县知县，三十八年升兵部職方司主事，四十年丁憂歸。

## 家族
父王锡民，字颖封，岁貢，赠文林郎完县知县。